# Двусмысленность
Двусмы́сленность — высказывание или поведение, допускающее несколько истолкований. Одно из истолкований часто содержит нескромный намёк — например, двусмысленной является подпись «Я подумаю, и может даже дам» под портретом молодой женщины в рекламе банковского «кредита после беседы».

## Подходы к понятию
М. Южанникова перечисляет три подхода к понятию двусмысленности:
1. двусмысленность — ненужное понятие, так как полисемия и омонимия полностью перекрывают «понятийное поле» этого термина;
2. двусмысленность потенциально изначально заложена во все языковые конструкции, но практически всегда разрешается контекстом;
3. двусмысленность порождается специфическими лингвистическими и внелингвистическими средствами. Так, для создания двусмысленности необходим контекст, потерявший свою разрешающую функцию и обычно создаваемый намеренно: «Товарищ генерал, а в суп мясо не положено! — Раз не положено, так какого хрена вы хотите?! — Да нет, по уставу оно положено… — Ну раз положено, так жрите».

Согласно А. Конт-Спонвилю, двусмысленность — это феномен человеческого поведения; она отличается от амбивалентности (где двойственность ценности или чувства присуща самому явлению) и от полисемии (где многозначность является свойством употребляемых языковых средств).
В логике двусмысленность — нежелательное качество определения, когда в нём используется слово, допускающее два разных смысла (например, метафора). Пример такой ошибки: «Лев — царь зверей».

## Стилистический приём
М. Южанникова указывает, что, в отличие от полисемии и омонимии, которые считаются «болезнями» языка, затрудняющими понимание и замедляющими чтение, двусмысленность может служить стилистическим приёмом, хотя зачастую и трудно отличить намеренное применение этого приёма от ошибки.
Кроме очевидного использования в малоформатных комических жанрах, Южанникова выделяет следующие области применения приёма:
- в рекламе двусмысленность позволяет вовлечь адресата: разгадав смысл, человек получает удовольствие (иногда результат неудачен: «Техносила: у нас все получат!»), нечёткий смысл также позволяет рекламодателю избежать ответственности;
- в художественной литературе, по мнению некоторых литературоведов, «игра на неоднозначности коренится в самом существе поэзии». Изменение контекста с ходом времени может привести к появлению второго смысла: «Дон Кихот» ныне часто воспринимается как гимн наивному бескорыстию, хотя современники считали его сатирой на умирающий феодализм;
- в научно-популярной литературе двусмысленность применяется для развлечения читателя и поощрения взгляда на явление с другой стороны;
- в дипломатии и юриспруденции двусмысленность используется для маскировки истинных намерений и выигрыша времени.

## Сексуальные коннотации
Уже Фрейд отметил, что одна из важных ролей языковой шутки — это возврат утерянной с обретением культуры возможности смеяться над непристойным. Из альтернативных смыслов многозначности-двусмыслия потому человек безошибочно выбирает неприличный. В. З. Санников даже определяет двусмысленность как сочетание двух смыслов, один из которых обязательно непристойный.
Двусмысленности, связанные с сексуальной сферой, широко используются в рекламе с целью привлечь внимание аудитории, но при этом не оскорбить потребителя и не нарушить закона (так, российский федеральный закон «О рекламе» запрещает использование непристойных и оскорбительных образов).
Эффект двусмысленности в рекламе зачастую достигается с помощью креолизованных текстов, где двусмысленный контекст либо задаётся с помощью изображения (уже упомянутая фраза «Я подумаю, и может даже дам»), либо, наоборот, изображение разрешает двусмысленность (реклама «Пятёрочки»: «Удар по яйцам! Всего за 2190» с изображением куриного яйца).